# Zayn Alexander
Zayn Alexander (ur. 7 sierpnia 1989 w Bejrucie) – libański reżyser i aktor mieszkający w Nowym Jorku. Znany dzięki filmom krótkometrażowym Abroad i Manara.

## Życiorys
Alexander urodził się i dorastał w Libanie. Studiował psychologię na Uniwersytecie Amerykańskim w Bejrucie.